# Pholcus suizhongicus
Pholcus suizhongicus is een spinnensoort uit de familie trilspinnen (Pholcidae). De soort komt voor in China.